# Knapp
Knapp és una població dels Estats Units a l'estat de Wisconsin. Segons el cens del 2000 tenia 421 habitants.

## Demografia
Segons el cens del 2000, Knapp tenia 421 habitants, 186 habitatges, i 116 famílies. La densitat de població era de 102,9 habitants per km².
Dels 186 habitatges en un 29% hi vivien nens de menys de 18 anys, en un 51,1% hi vivien parelles casades, en un 9,1% dones solteres, i en un 37,6% no eren unitats familiars. En el 32,3% dels habitatges hi vivien persones soles el 15,6% de les quals corresponia a persones de 65 anys o més que vivien soles. El nombre mitjà de persones vivint en cada habitatge era de 2,26 i el nombre mitjà de persones que vivien en cada família era de 2,88.
Per edats la població es repartia de la següent manera: un 23,5% tenia menys de 18 anys, un 9% entre 18 i 24, un 30,2% entre 25 i 44, un 23,8% de 45 a 60 i un 13,5% 65 anys o més.
L'edat mediana era de 39 anys. Per cada 100 dones de 18 o més anys hi havia 95,2 homes.
La renda mediana per habitatge era de 38.472 $ i la renda mediana per família de 47.500 $. Els homes tenien una renda mediana de 35.833 $ mentre que les dones 20.089 $. La renda per capita de la població era de 22.636 $. Aproximadament el 3,5% de les famílies i el 8,1% de la població estaven per davall del llindar de pobresa.